# ソティリス・ブレツァス
ソティリス・ブレツァス（Σωτήρης Μπλέτσας）はギリシャの建築家であり、アルーマニア語の活動家である。
1995年、ギリシャで行われたアルーマニアの祝賀会で、彼はギリシャの少数言語に関する資料のコピーを配布した。 2001年、エフゲニオス・ハイティディス国会議員の主導で、ブレツァスは「虚偽の情報を広めた」罪で告発された（ギリシャ刑法第191条による）。 この事件はギリーク・ヘルシンキ・モニター や、海外のさまざまな個人や団体から批判された。
彼は有罪とされ、15か月の執行猶予、50万ドラクマの罰金が科せられた。 しかし、彼は控訴し、2001年10月18日に無罪となった。